# Tomasz z Węgleszyna
Tomasz z Węgleszyna (zm. 1409) – kanonik łęczycki od 1371 r., podczaszy krakowski od 1386 r., starosta bydgoski od 1392 r., starosta generalny Wielkopolski od 1398 r., kasztelan sandomierski od 1407 r. 

## Życiorys
Wywodził się z zamożnej rodziny małopolskiej. Był synem Dziwisza z Węgleszyna, starosty łęczyckiego, a także wnukiem Piotra Mokrskiego herbu Jelita. Jego brat Peregryn był podkomorzym sandomierskim, a w latach 1385–1387 pełnił urząd starosty generalnego Wielkopolski.
Wywodził się ze znanej rodziny możnowładczej Jelitczyków, która ugruntowała swoją pozycję ekonomiczną i polityczną w okresie władzy Andegawenów.
Kariera Tomasza przypadła na lata panowania króla Władysława Jagiełły. Od 1386 do 1407 r. był podczaszym krakowskim, a od 1407 do 1409 r. kasztelanem sandomierskim. W 1387 r. brał udział w podróży króla na Litwę. Często przebywał w otoczeniu Jagiełły. Na przełomie 1397–1398 r. król mianował go starostą generalnym Wielkopolski. Urząd ten objął 22 lutego 1398 r. i sprawował go do śmierci. 
Dwór starosty stał się ważnym ośrodkiem kultury świeckiej. „Tak jak starosta był reprezentantem króla, tak dwór jako ośrodek kultury był przedstawicielem dworu królewskiego i panujących tam obyczajów rycerskich późnego średniowiecza. Dwór Tomasza musiał być duży i osiągnąć wysoki poziom, skoro występuje na nim godność sądnego dworu starościńskiego - iudex curie domini capitanei” (Jacek Wiesiołowski). 
Od 1392 r. sprawował urząd starosty w pogranicznej Bydgoszczy. Jednym z głównych zadań spoczywających na staroście bydgoskim było należyte zabezpieczenie zamku bydgoskiego. Jednak wkrótce po wybuchu wojny z Krzyżakami, 26 sierpnia 1409 r. zamek skapitulował i Bydgoszcz znalazła się w rękach krzyżackich. Odpowiedzialność za to w pewnej części spadła na Tomasza, który w tym czasie pełnił jakąś powinność przy królu i nie było go w Bydgoszczy. Całą winę za upadek zamku przypisano burgrabiemu Bernardowi. Tomasz na wieść o upadku Bydgoszczy „z żalu wielkiego umarł”, tknięty apopleksją.

## Działalność na starostwie bydgoskim
Tomasz z Węgleszyna zasłużył się Bydgoszczy fundacją klasztoru Karmelitów. 18 września 1408 r. wystawił dla tego klasztoru przywilej fundacyjny. Przekazał w nim karmelitom dziesięcinę z młyna wielkiego w Bydgoszczy, połowę dziesięciny z cła wodnego i opłaty zwanej „śluzne”, udzielił im pozwolenia na pobieranie suchego drzewa z lasów królewskich oraz ograniczonego pozwolenia na połów ryb w Brdzie.